# アスキー新書
アスキー新書（アスキーしんしょ）は、アスキー・メディアワークスが刊行していた新書。毎月10日前後に4点ずつ刊行していた。
2007年3月10日にアスキーより刊行開始。創刊時には7冊を刊行した。「第二次新書ブーム」真っ只中の創刊であった。2008年4月1日にアスキーがアスキー・メディアワークスに統合されたことにより版元が変更された。
ブックカバーは白をベースとした黒と青の2色刷りで、表1の中央に市松模様が入るのが特徴のフォーマットデザイン。帯には水滴をイメージしたシンボルマークが入っていた。フォーマットデザインが統一されていることが多い新書にあって、朝日新書とともに帯が全点違ったデザインとなっているのも特徴。2008年3月10日の配本以降は青以外の色も使われるようになり、最近では帯が市松模様が隠れるくらいまで太くなる傾向がある。
2015年2月新刊より、KADOKAWAの他の新書レーベルだった、角川oneテーマ21（角川書店ブランドカンパニー）、角川SSC新書（角川マガジンズ ブランドカンパニー）、メディアファクトリー新書（メディアファクトリー ブランドカンパニー）と合わせ、レーベル名を角川新書に統一した。

## 創刊ラインナップ
- 高野雅晴　『新しいお金』　ISBN 978-4-7561-4894-0
- 迫川敏明　『ベトナム株』　ISBN 978-4-7561-4893-3
- 木暮祐一　『電話代、払いすぎていませんか?』 ISBN 978-4-7561-4892-6
- 前田充浩　『国益奪還』　ISBN 978-4-7561-4885-8
- 坂村健　『変われる国・日本へ』　ISBN 978-4-7561-4891-9
- アスキー・ドットPC編集部　『グーグル最新検索術』　ISBN 978-4-7561-4886-5
- 2011年を考える会　『大変化時代のキーワード』　ISBN 978-4-7561-4887-2

## 主な作品
文献目録とブックリストのwikiを参照。